# Amparo Botejara
Amparo Botejara Sanz, née le 24 juin 1956, est une femme politique espagnole membre de Podemos.
Elle est élue députée de la circonscription de Badajoz lors des élections générales de décembre 2015.

## Biographie

### Vie privée
Elle est mère de deux enfants.

### Profession
Amparo Botejara Sanz est médecin et professeure associée à l'Université d'Estrémadure.

### Activités politiques
Elle est militante de Podemos (parti espagnol d'extrême gauche) et membre de son conseil citoyen régional d'Estrémadure.
Le 20 décembre 2015, elle est élue députée pour Badajoz au Congrès des députés et réélue en 2016.